# Put Your Records On
«Put Your Records On» —en español: «Pon tus discos»— es una canción de la cantante y compositora británica Corinne Bailey Rae de su álbum debut, Corinne Bailey Rae (2006). Escrito por Corinne, John Beck y Steve Chrisanthou, fue lanzado como el segundo sencillo del álbum en febrero y principios de marzo de 2006 en toda Europa y como el sencillo principal en América del Norte.

## Información de la canción
Producido por Steve Chrisanthou, la canción debutó en UK Singles Chart en el número dos y se mantuvo fuera del primer puesto por «Sorry» de Madonna. La canción de apertura de la canción, «Three little birds sat on my window/And they tell me I don't need to worry» (En español: «Tres pajaritos se posaron en mi ventana / Y me dicen que no tengo que preocuparme»), es una referencia al hit de 1977 «Three Little Birds» de Bob Marley & The Wailers.
«Put Your Records On» disfrutaron de una gran cantidad de aclamaciones críticas y comerciales[cita requerida] que ayudó al álbum a alcanzar el número uno en su primera semana de lanzamiento. La canción superó UK Official Download Chart en el UK R&B Singles Chart; También fue un éxito en la radio, alcanzando al menos el número dos en UK Airplay Chart. Sin embargo, el sencillo no le fue tan bien en los Estados Unidos, alcanzando el número 64 en Billboard Hot 100. A partir del 1 de marzo de 2006, Rae se convirtió en la segunda femenina en acto solitario para subir a la lista UK Official Download Chart en la historia.[cita requerida] Sigue siendo el éxito más grande de Corine Bailey Rae solo en el Reino Unido hasta la fecha, y el único para alcanzar el Top 10 en UK Singles Chart.
La versión acústica de esta canción fue un sencillo gratis de la semana en el Canadiense y en Estados Unidos iTunes Store.
La canción ganó una nominación al Premio Grammy por Canción del Año y Grabación del Año en 2007.
Esta canción fue versionada muchas veces en programa de reality de la televisión. En la sexta temporada de American Idol, la semifinalista Antonella Barba interpretó esta canción durante la semana Top 16. Además, en la cuarta temporada de The X Factor del Reino Unido, la finalista Alisha Bennett interpretó esta canción durante el Top 8. Carly Rae Jepsen cantó en la quinta temporada de Canadian Idol durante la semana Top 22. En el octava temporada de American Idol, la finalista Megan Joy interpretó esta canción durante la semana 2 de las semifinales del Top 36. Un año más tarde en la novena temporada de American Idol, la finalista Katie Stevens versionó la canción durante la primera semana. Ambos covers fueron lanzados como sencillos en vivo en la iTunes Store.
La canción aparece en el álbum de recopilación de 2006, The Acoustic Album, así como en los videojuegos Karaoke Revolution Presents: American Idol Encore y Band Hero.
La canción también aparece en la película de 2009 Alvin and the Chipmunks: The Squeakquel cantado por The Chipettes y en la banda sonora de la película. Esta canción también se presentó en la popular película de 2006 Venus con Peter O'Toole.
La canción fue versionada por John Novello en su álbum Ivory Soul (2016).
Afro Blue, un grupo de canto de Howard University realizó una versión a capela de esta canción para el programa de NBC The Sing Off.
También fue interpretado por Shayna Fox.
La canción fue sampleada por el rapero Paul Ay en su canción «Records» con CambiYO de su mixtape Just Cause I Can.
En Chile, la canción fue utilizada en el segundo capítulo de la teleserie de Canal 13 Feroz, durante Laura Palma (interpretado por Leonor Varela) escuchando en el auto.

## Lista de canciones y formatos
CD single Reino Unido
1. «Put Your Records On»
2. «Another Rainy Day»

CD single Internacional
1. «Put Your Records On»
2. «Another Rainy Day»
3. «Since I've Been Loving You» (Led Zeppelin cover)

DVD single
1. «Put Your Records On»
2. «Put Your Records On» (Video)
3. «Put Your Records On» (Live at Bush Hall)
4. «Since I've Been Loving You» (Led Zeppelin cover)

7" single
1. «Put Your Records On»
2. «Since I've Been Loving You» (Led Zeppelin cover)

Descarga digital
1. «Put Your Records On» (Acoustic)

iTunes descarga digital Version 1
Put Your Records On - Single
1. «Put Your Records On»
2. «Since I've Been Loving You» (Led Zeppelin cover)

iTunes descarga digital Version 2
Put Your Records On - Single
1. «Put Your Records On»
2. «Another Rainy Day»

iTunes single
Put Your Records On - Single
1. «Put Your Records On»

## Posicionamiento en listas y certificaciones

### Listas semanales
| Listas (2006)                               | Mejor posición |
| ------------------------------------------- | -------------- |
| Australian Singles Chart                    | 30             |
| Austrian Singles Chart                      | 26             |
| Dutch Top 40                                | 20             |
| European Hot 100 Singles                    | 8              |
| French Singles Chart                        | 65             |
| German Singles Chart                        | 75             |
| Irish Singles Chart                         | 24             |
| Italian Singles Chart                       | 19             |
| New Zealand Singles Chart                   | 6              |
| Romanian Top 100                            | 60             |
| Swiss Singles Chart                         | 23             |
| UK Singles Chart                            | 2              |
| UK R&B Singles Chart                        | 1              |
| Estados Unidos Billboard Hot 100            | 64             |
| Estados Unidos Billboard Adult Pop Songs    | 11             |
| Estados Unidos Billboard Jazz Songs         | 8              |
| Listas (2007)                               | Mejor posición |
| Estados Unidos Billboard Adult Contemporary | 6              |

### Ventas y certificaciones
| País           | Certificación       | Ventas  |
| -------------- | ------------------- | ------- |
| Estados Unidos | Oro[cita requerida] | 945,000 |